# Football au Liechtenstein

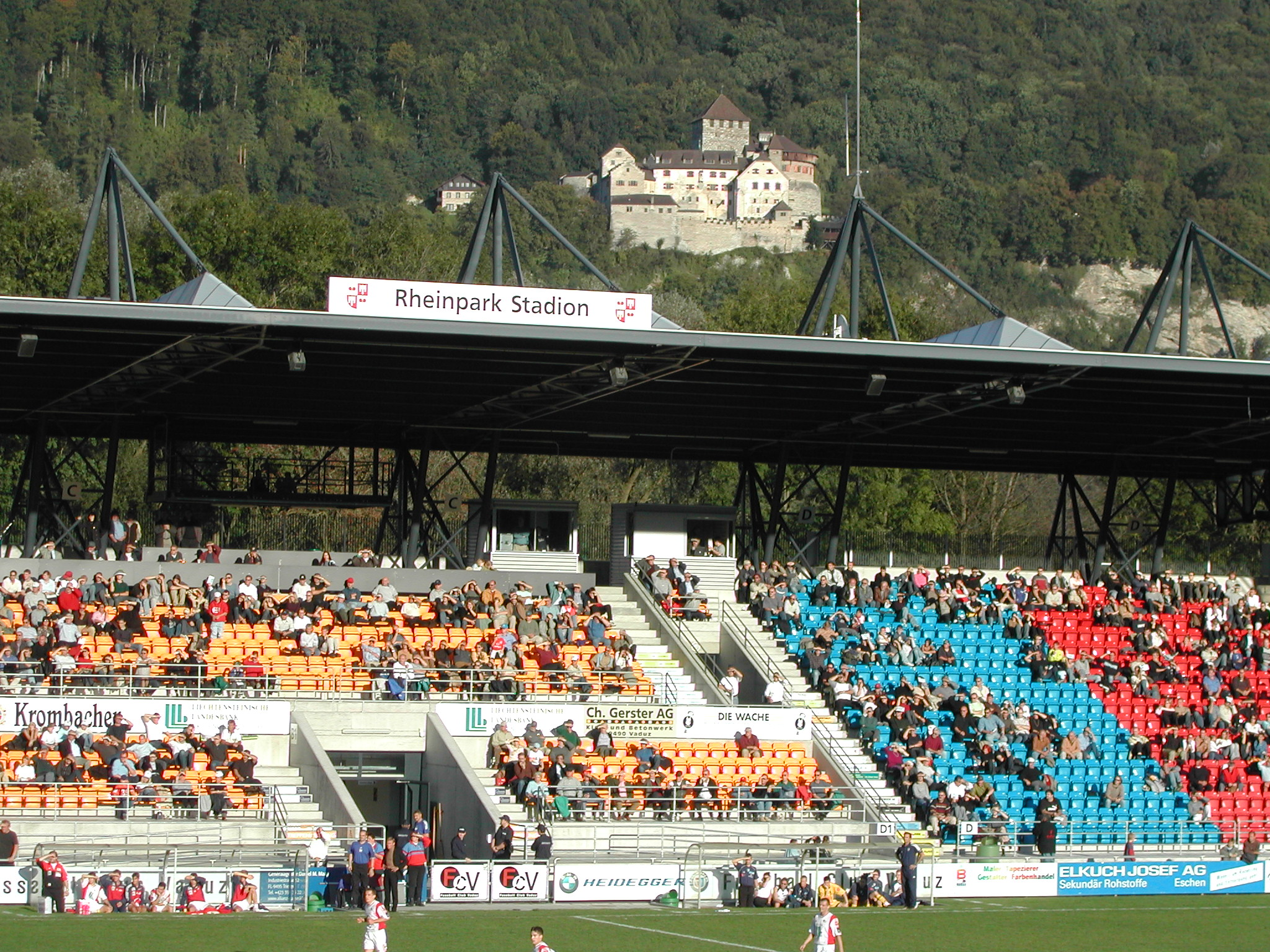
Le Rheinpark Stadion et le château de Vaduz au second plan

Le football est un des sports pratiqués au Liechtenstein. Il est organisé par la Fédération du Liechtenstein de football. Il n'existe pas de championnat national de football. En effet, à la suite d'une convention entre les fédérations suisse et liechtensteinoise, tous les clubs du pays jouent dans le championnat suisse.

## Introduction du football dans le pays

### Fondation des premiers clubs (1931-1932)
Le football est introduit relativement tard au Liechtenstein. Tandis qu'en Suisse et en Autriche, les deux pays frontaliers, il fait son apparition dès la fin du XIXe siècle, le sport au Liechtenstein a des débuts timides. Il ne bénéficie pas d'une grande estime auprès de la population, qui a une vie essentiellement rurale et très difficile. L'éducation populaire et les objectifs idéologiques n'existent pas. L'État ne fournit aucune aide pour le développement du sport, les installations sportives sont inexistantes. En dépit de ces handicaps, le football s'implante dans la principauté à partir des années 1930.
Même avant la fondation des premiers clubs de football du Liechtenstein, quelques idéalistes se sont réunis pour jouer au football à des endroits différents sans avoir une grande idée sur les règles du jeu. Les quelques sources encore disponibles indiquent que vers 1931, les premiers efforts de création de clubs officiels de football ont été faits. En décembre 1931, la fondation du FC Vaduz est actée, devenant la première association de football du Liechtenstein. L'année suivante, le FC Balzers et le FC Triesen voient le jour et rejoignent immédiatement l'Association suisse de football. A contrario, lors de sa création, le FC Vaduz a choisi de s'affilier à la Fédération autrichienne de football et joue son premier tour du championnat régional de Vorarlberg en 1932. Ce choix est éphémère puisqu'il décide de rejoindre les deux autres formations liechtensteinoises en intégrant la Ligue suisse de football.

### Création de la fédération et expansion (1934-1974)
En 1934, les trois clubs existants ainsi que le FC Schaan, fondé la même année, forment la Fédération du Liechtenstein de football. Cette institution gère les premières éditions du championnat national, qui regroupe les quatre équipes du pays. Le FC Triesen est le premier à inscrire son nom au palmarès d'une compétition qui ne connaît que quatre éditions avant d'être interrompue par la seconde guerre mondiale.
En 1946, la fédération met en place la Coupe du Liechtenstein de football, qui devient la seule et unique compétition nationale. En effet, les clubs sont intégrés dans les différents niveaux du championnat suisse, après la signature d'une convention entre les deux institutions. En 1954, un cinquième club voit le jour, l'USV Eschen/Mauren (qui va porter jusqu'en 1963 le nom de FC Mauren) puis sont fondés en 1958 le FC Ruggell et en 1972 le FC Triesenberg, le plus récent des clubs du pays.
La fédération de football du Liechtenstein est membre du comité national olympique du Liechtenstein (LOSV), créé en 1935, et est partenaire de l'Association de Suisse de l'Est de football (ÖFV). En 1976, elle devient le 142e membre de la FIFA et six ans plus tard, le 9 mars 1982, le premier match officiel de l'équipe nationale a lieu, face au voisin suisse.

## Organisation du football au Liechtenstein

### Fédération
La Fédération du Liechtenstein de football (Liechtensteiner Fussballverband) est une association regroupant les sept clubs de football du Liechtenstein et organisant les compétitions nationales (Coupe du Liechtenstein et matches de jeunes) et les matchs internationaux des sélections du Liechtenstein.
La fédération, présidée par Matthias Voigt, a été fondée en 1934. Elle est affiliée à la FIFA depuis 1976 et est membre de l'UEFA depuis 1992. 
La construction du siège de la fédération, à Vaduz, a vu le pays bénéficier d'une aide financière de la part de la FIFA, dans le cadre d'un projet Goal. La fédération internationale a participé à hauteur de 18 % du montant des investissements. 

### Infrastructures

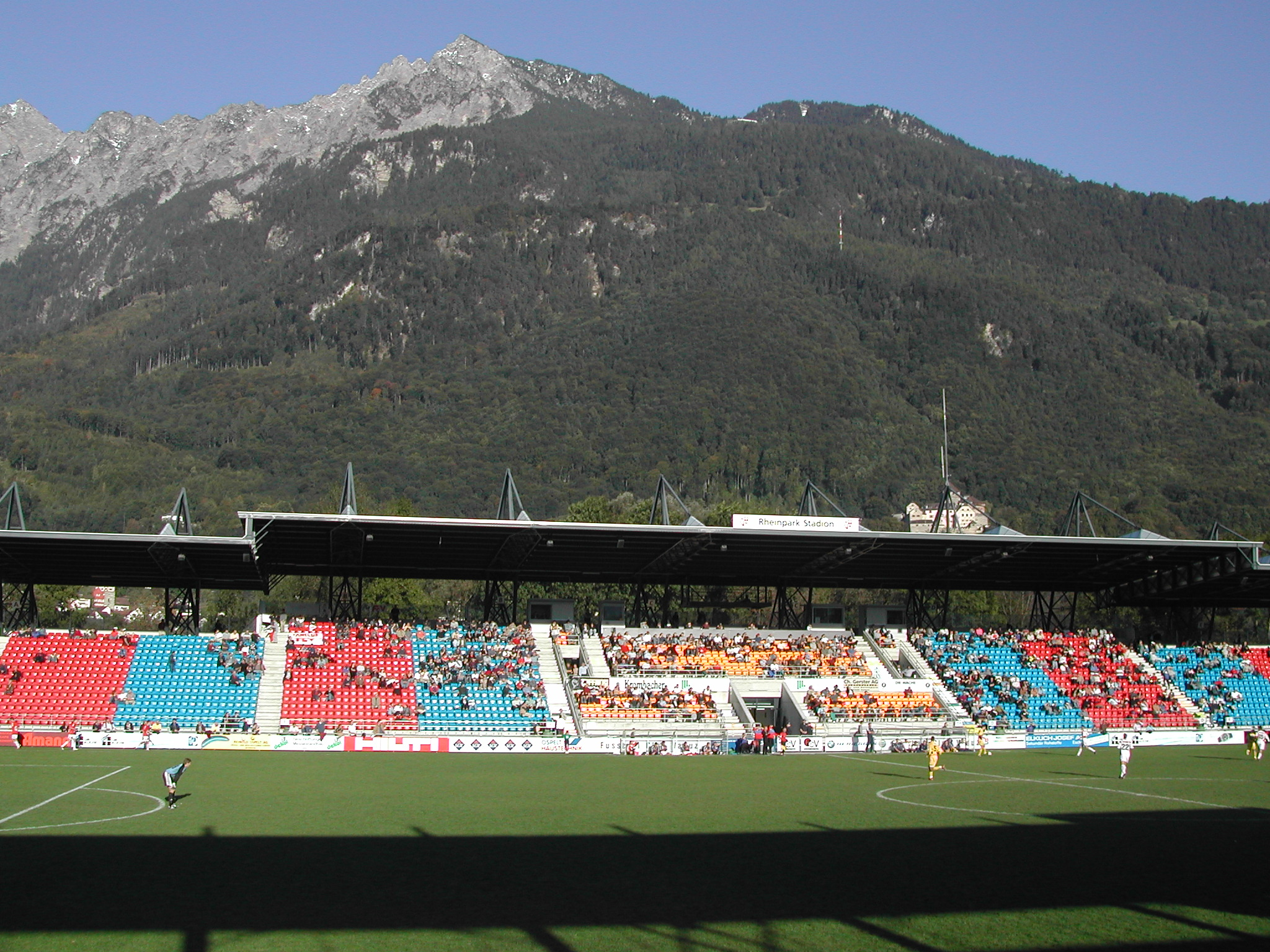
Le Rheinpark Stadion à Vaduz, théâtre des rencontres à domicile du FC Vaduz et de l'équipe nationale

Le pays compte autant de stades que d'équipes, soit sept enceintes. Le plus grand stade, le Rheinpark Stadion, d'une capacité de 8 000 spectateurs, est situé à Vaduz et accueille les rencontres du FC Vaduz mais aussi de l'équipe nationale. Avant son inauguration, en 1998, c'est le Sportpark Eschen-Mauren qui a servi de stade national.

## Équipe nationale

### Équipe nationale A
Après la création du Liechtensteiner Fussballverband en 1934, qui adhère à la FIFA et à l'UEFA en 1974, l'équipe nationale dispute la première rencontre de son histoire en 1981 face à Malte (1-1). Depuis ses débuts, sa plus large victoire a été enregistrée lors d'un match contre le Luxembourg (4-0), le 13 octobre 2004. Sa pire défaite était un match contre la Macédoine, victoire 11 buts à 1 des Macédoniens, le 9 novembre 1996.

### Équipe nationale féminine
Une équipe féminine séniors devrait bientôt voir le jour. Supplanté par des sports collectifs plus populaires dans la principauté comme le volley-ball, le football féminin ne parvient pas à générer un réservoir de licenciées suffisant pour mettre en place une équipe nationale. C'est cependant l'un des objectifs à terme de la fédération, qui alloue depuis 2012 15 % des aides venues de la FIFA au football féminin. On peut aussi noter que tous les clubs du pays comptent une section féminine.
En juin 2020, la sélection devait jouer son premier match, qui fut annulé en raison de la Pandémie de Covid-19.

## Clubs

### Clubs existants
Sept clubs sont enregistrés auprès de la fédération nationale :
| Equipes           | Ville            | Stade                   | Capacité | Division en 2021-2022 |
| ----------------- | ---------------- | ----------------------- | -------- | --------------------- |
| FC Balzers        | Balzers          | Sportplatz Rheinau      | 2 000    | 4                     |
| USV Eschen/Mauren | Eschen et Mauren | Sportpark Eschen-Mauren | 6 000    | 4                     |
| FC Ruggell        | Ruggell          | Freizeitpark Widau      | 500      | 6                     |
| FC Schaan         | Schaan           | Sportanlage Rheinwiese  | 3 000    | 8                     |
| FC Triesen        | Triesen          | Sportanlage Blumenau    | 2 100    | 7                     |
| FC Triesenberg    | Triesenberg      | Sportanlage Leitawies   | 800      | 7                     |
| FC Vaduz          | Vaduz            | Rheinpark Stadion       | 6 441    | 2                     |

### Coupe du Liechtenstein
Du fait du trop faible nombre de clubs existants dans le pays, il n'y a pas de championnat national organisé par la fédération et la seule compétition entre clubs est la Coupe du Liechtenstein. Créée en 1946, elle voit la participation des sept clubs mais aussi de leurs équipes réserves. En 2013, 16 équipes sont inscrites et entrent en lice au fur et à mesure des tours. Le règlement prévoit que les demi-finalistes de l'édition précédente ne démarrent la compétition qu'à partir des quarts de finale.
C'est le FC Vaduz qui détient le record de titres avec un 41e trophée obtenu en 2013. En plus de ces succès, le club de la capitale a également atteint à 13 reprises la finale de l'épreuve. Des sept clubs, seuls le FC Ruggell et le FC Triesenberg n'ont jamais inscrit leur nom au palmarès.

### Participation aux compétitions européennes
L'affiliation de la fédération à l'UEFA en 1992 a permis aux clubs du Liechtenstein de pouvoir participer aux différentes compétitions européennes. Du fait de l'absence de championnat national, la Coupe du Liechtenstein est donc la seule et unique possibilité pour les formations d'obtenir la seule place qualificative. Le FC Vaduz, après son succès en Coupe en 1992, est ainsi devenu le premier club liechtensteinois à prendre part à la Coupe des Coupes lors de l'édition 1992-1993. La fusion entre Coupe des Coupes et Coupe UEFA, en 1999, entraîne pour le vainqueur du trophée national une qualification pour la Coupe de l'UEFA (puis pour la Ligue Europa) à partir de la saison 1999-2000. 